# Eminium rauwolffii
Eminium rauwolffii är en kallaväxtart som först beskrevs av Carl Ludwig von Blume, och fick sitt nu gällande namn av Heinrich Wilhelm Schott. Eminium rauwolffii ingår i släktet Eminium och familjen kallaväxter.

## Underarter
Arten delas in i följande underarter:
- E. r. kotschyi
- E. r. rauwolffii